# Fonetiskt alfabet
Ett fonetiskt alfabet eller en ljudskrift är ett alfabet, som används inom fonetiken, när man ska notera (även kallat transkribera) individens ljud i det mänskliga talet. Det finns många av dessa:
1. Vetenskapligt och internationellt är det mest allmänna det internationella fonetiska alfabetet (IPA).
2. På internet förekommer även SAMPA och dess utökning X-SAMPA, som är ASCII-teckenbaserade varianter av IPA.
3. Landsmålsalfabetet (Svenska dialektalfabetet)
4. Dania (Danskt dialektalfabetet)
5. Norvegia (Dialektalfabetet för norska dialekter)